# Glockengießerei in Apolda

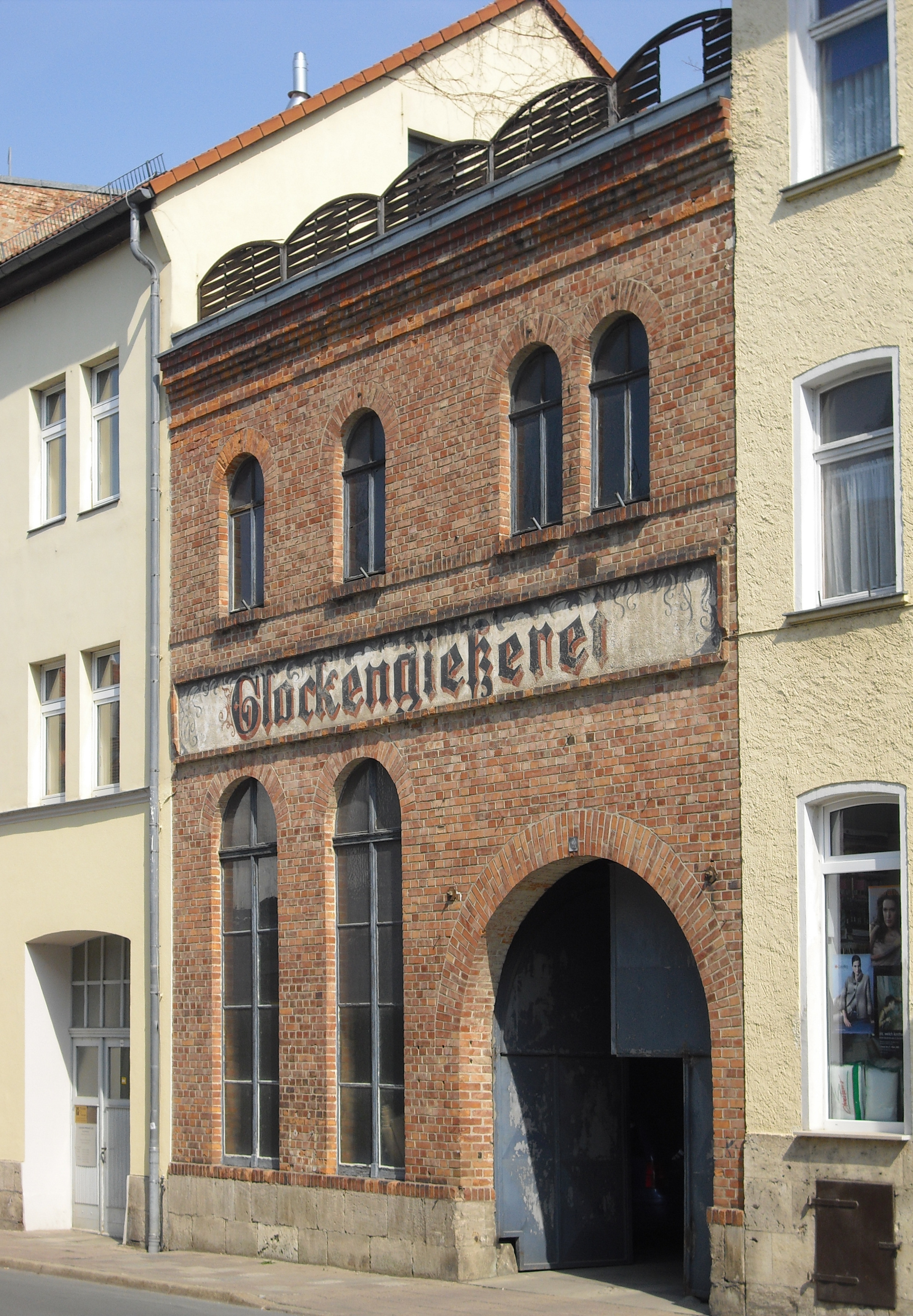
Historische Glockengießerei in der Robert-Koch-Str. 2

Das Handwerk des Glockengusses wurde in der thüringischen Stadt Apolda von 1722 bis 1988 betrieben.
Geläute aus der Apoldaer Produktion erklingen in zahlreichen Sakralbauten auf fünf Kontinenten – die wohl bedeutendste ist die Petersglocke von 1923 im Kölner Dom. Auch wurden Glocken und Glockenspiele für öffentliche Gebäude gegossen. Insgesamt wurden wohl fast 20.000 Glocken in Apolda gegossen.
Der letzte Guss einer Glocke fand in den 1980er Jahren statt. In Apolda erinnern das GlockenStadtMuseum und das im Turnus von vier Jahren stattfindende Weltglockengeläut an die große Tradition des Handwerks.

## Gießerei Rose / Gebrüder Ulrich

### Geschichtsüberblick der Gießerei
Der erste Glockengießer Johann Christoph Rose war ab 1718 in Oßmannstedt ansässig und zog 1722 nach Apolda, um dort zwei Glocken für eine geplante Kirche zu gießen. Eine dieser Glocken hängt heute in der Apoldaer Lutherkirche. Nach dessen Tod war sein Bruder Martin Rose (1696–1758) als Nachfolger als Glockengießer tätig.
Nach dessen Tod übernahmen 1759 zunächst Johann Georg Ulrich junior, später auch Johann Gottlob Ulrich, Söhne des Lauchaer Glockengießers Johann Georg Ulrich, die Gießerei und führten sie unter dem Namen Gebrüder Ulrich weiter. Heute findet man in Apolda das GlockenStadtMuseum und in Laucha das Glockenmuseum Laucha. Mit einem dritten Bruder, Johann Christoph Ulrich, der ebenfalls in das Unternehmen eintrat, gab es schließlich Streitigkeiten, bei denen unter anderem Johann Wolfgang Goethe als Hofrat konsultiert wurde.
Wegen der qualitativ überlegenen Konkurrenz musste die Firma Gebrüder Ulrich 1902 Konkurs anmelden. Heinrich Ulrich baute den Betrieb 1910 unter gleichem Namen wieder auf. Ihm gelang es, die Petersglocke des Kölner Doms (Decke Pitter) zu gießen, die klangtiefste am geraden Joch freischwingende Glocke der Welt. Nach seinem Tod erfolgte die Umwandlung in eine Aktiengesellschaft. Danach gingen die Geschäfte immer schlechter. Schließlich wurde die Gießerei 1949 von der DDR enteignet und aufgegeben.
Ein zweites Werk wurde 1921 in Kempten am Ostbahnhof eröffnet. 1930 zog sich die Betreiberfirma dort zurück und verpachtete das Werk an einen Glockengießer aus Kempten. Das Werk wurde bis in die 1950er Jahre zum Glockengießen verwendet. In Bockenem existierte ab 1918 vorübergehend die Firma Ulrich & Weule, eine Kooperation mit der Gießerei J. F. Weule. Sie stellte Eisenhartgussglocken her.

### Glockengießer der Familie Rose
1. Johann Christoph Rose (* 9. September 1686 in Volkstedt; † 2. September 1749 in Apolda), seit 1722
2. Martin Rose (* 30. September 1696 in Volkstedt; † 29. Januar 1758 in Apolda), seit 1750

### Glockengießer der Familie Ulrich

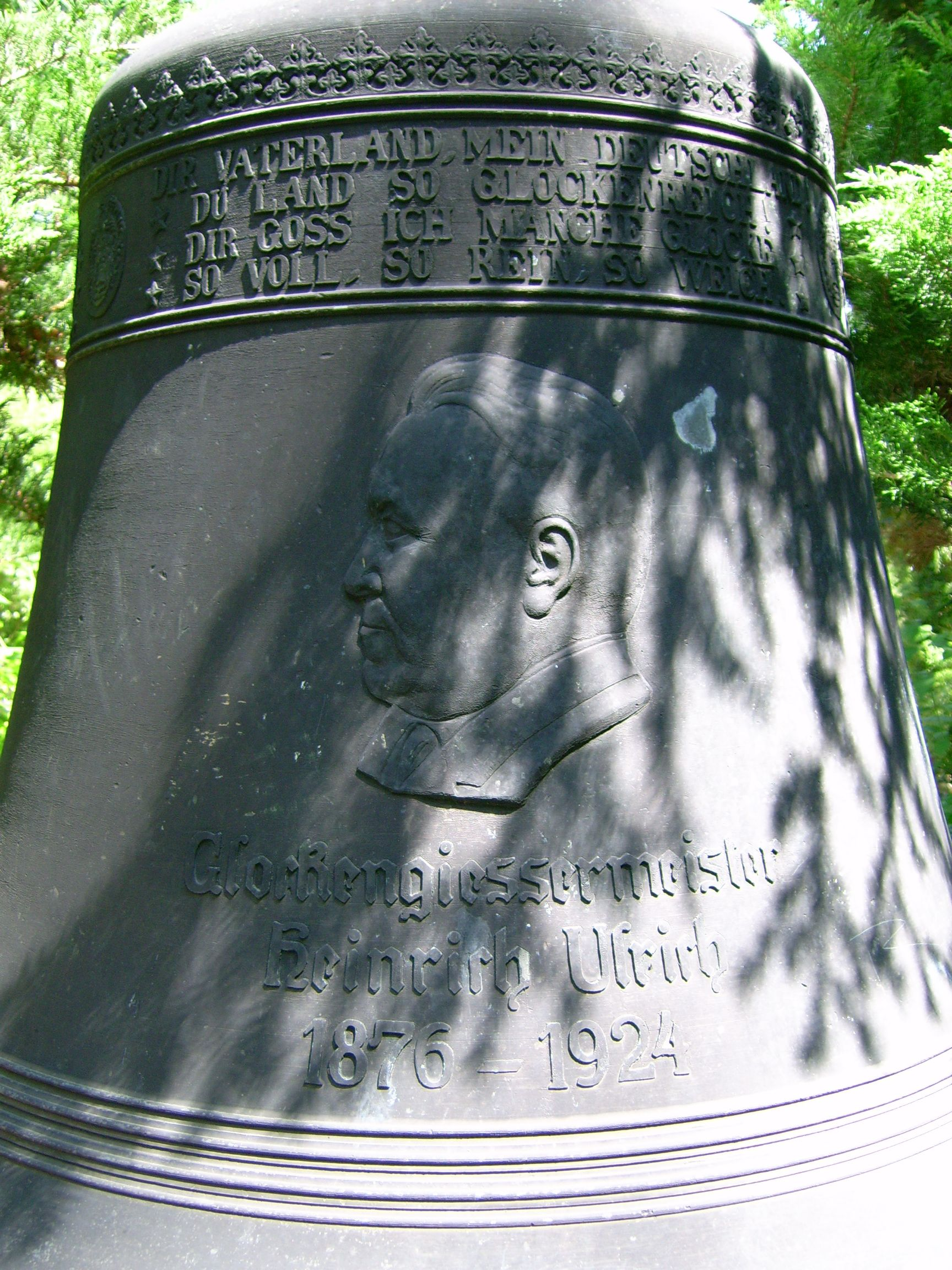
Glocke als Grabmal für Glockengießermeister Heinrich Ulrich aus Apolda auf dem Historischen Friedhof Weimar
Die Glocke hat rückseitig die Inschrift: „Der Meister der grossen Glocke im Dom zu Köln“.

1. Johann Georg Ulrich (* 21. April 1738 in Laucha; † 13. Oktober 1812 in Apolda), seit 1750
2. Johann Gottfried Ulrich (* 29. September 1740 in Laucha; † 12. Januar 1825 in Apolda), seit 1763 mit 1.
3. Johann Christian Ulrich (* 20. Dezember 1745 in Laucha; † 22. Mai 1812 in Apolda), seit 1767 mit 1. und 2.
4. Johann Moritz Heinrich Ulrich (* 24. Juni 1821 in Apolda; † 22. Januar 1875 ebenda), 1863 Inhaber mit 5.
  1. Jakob Friedrich Johann Heinrich Ulrich (1. Juli 1850 in Apolda; † 25. Mai 1903 ebenda), 1884 Inhaber.
    1. Heinrich Richard Karl Ulrich (* 25. März 1876 in Apolda; † 12. Februar 1924 in Weimar), Neugründung 1910. Unter seiner Leitung entstand am 5. Mai 1923 die größte Glocke für den Kölner Dom, die Petersglocke, deren erstes Läuten in Köln er nicht mehr erlebte – er verstarb an einer schweren Grippe[4]. Sein Grabmal mit Glocke befindet sich auf dem Historischen Friedhof Weimar.[5]
5. Franz Wilhelm August Ulrich (* 1. Oktober 1825 in Apolda; † 13. September 1897 ebenda), 1863 Inhaber mit 4.

## Gießerei Carl Friedrich Ulrich / Franz Schilling

### Geschichtsüberblick

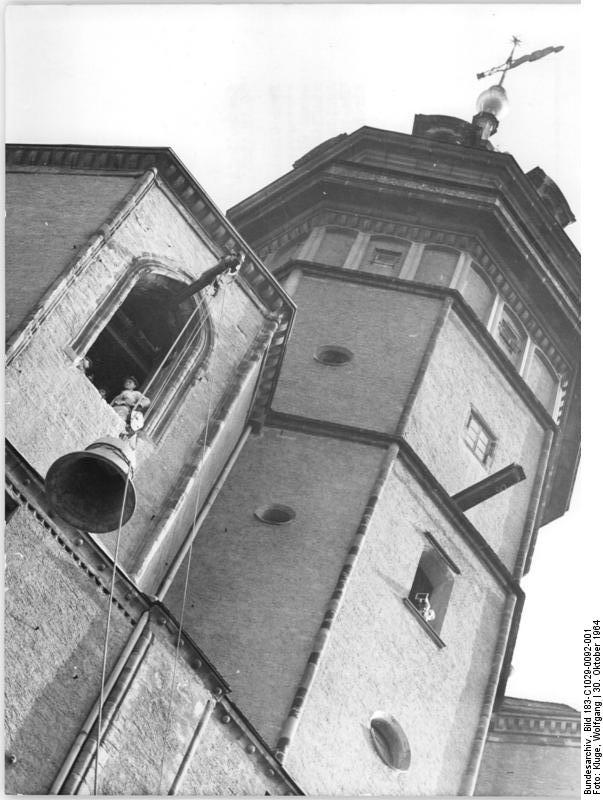
1964: Eine der zwei Glocken für die Nikolaikirche in Leipzig wird aufgezogen, hergestellt von der Glockengießerei Schilling & Söhne aus Apolda.

1826 eröffnete Carl Friedrich Ulrich eine zweite, konkurrierende Gießerei. Sie wurde 1878 von Franz Schilling übernommen, einem Schwager Karl Richard Emil Ulrichs, der das Privileg als Hofglockengießer des Weimarer Großherzogs erhielt. Diese Glockengießerei, ab 1911 unter dem Namen Franz Schilling Söhne, spezialisierte sich auf Glockenspiele.
Ab 1888 bestand eine Gießereifiliale in Allenstein in Ostpreußen.
Die Kooperationsfirma Schilling & Lattermann in Morgenröthe-Rautenkranz stellte ab 1918 Stahl- und Eisenhartgussglocken her, bis am 30. November 1968 diese Gießerei abbrannte.
In der NS-Zeit war die Gießerwerkstatt mehrfach Produzent von Glockenspielen im Rahmen der Propaganda des Dritten Reiches. Dort entstand u. a. 1936 ein Glockenspiel für die NS-Ordensburg Krössinsee, 1937 ein Glockenspiel für die NSDAP-Ordensburg Sonthofen. aber auch 1939 für die Kirche von Lößnitz im Erzgebirge, die mit Hitler-Zitaten und anderen NS-Propaganda-Sprüchen verziert war. Auch ein Glockenspiel für das Wisentahaus von Schleiz ließen die NS-Führer der damaligen Kreisstadt anfertigen – mit den passenden „Führer“-Zitaten.
Während des Zweiten Weltkriegs kam die Tätigkeit vollständig zum Erliegen. Danach wurde das Geschäft mühsam wieder aufgebaut. In diesen Jahren wurden wieder zahlreiche Kirchenglocken hergestellt, um die Verluste durch Umgießen in Kriegsmaterialien zu ersetzen. In der DDR-Zeit entstand beispielsweise 1957 die Buchenwald-Glocke für die KZ-Gedenkstätte Buchenwald. Im Jahr 1972 wurde der Betrieb teilweise enteignet und als VEB Glockengießerei Apolda in Volkseigentum überführt. Franz-Peter Schilling, der bis dato letzte Apoldaer Glockengießer, wurde formal als Direktor eingestellt. Er trat 1976 wegen der absurden Betriebsverhältnisse aus, um freischaffend weiterzuarbeiten. Bei der Rückgabe nach der deutschen Wiedervereinigung 1990 an das Ehepaar Schilling war die Gießerei bereits verfallen.
Friedrich Wilhelm Schilling, ein Enkel von Franz Schilling, war zwischen 1949 und 1971 in Heidelberg Glockengießer. Die Gießerei wurde nach seinem Tod gegen seinen erklärten Wunsch weitergeführt und schließlich 1982 mit der Glockengießerei Bachert in Karlsruhe zusammengelegt, die seitdem Karlsruher Glocken- und Kunstgießerei heißt.

### Glockengießer der Familie Ulrich
1. Carl Friedrich Gottfried Ulrich (* 22. März 1801 in Apolda; † 22. Dezember 1848 ebenda), Begründer
  1. Ernst Friedrich Christian Ulrich (* 17. März 1830 in Apolda; † 2. September 1861 ebenda), Inhaber ab 1849
  2. Karl Richard Emil Ulrich (* 6. Juli 1835 in Apolda; † 16. Mai 1894 ebenda), Inhaber ab 1862

### Glockengießer der Familie Schilling

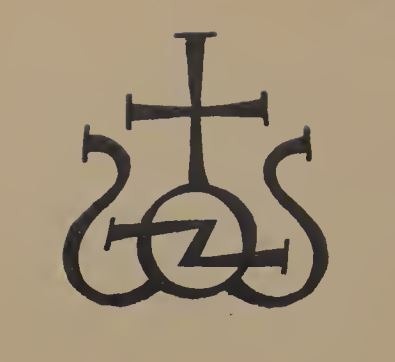
Schilling Glockengiesserei in Apolda (Thüringen, Deutschland) - historisches Logo

1. Franz Friedrich August Schilling (* 31. Oktober 1853 in Apolda; † 15. Januar 1926 ebenda), Inhaber ab 1878
  1. Otto Wolfgang Schilling (* 20. März 1882 in Apolda; † 25. August 1962 ebenda), ab 1911 Inhaber mit Franz August
    1. Friedrich Wilhelm Hans Kurt Schilling (* 2. September 1914 in Apolda; † 6. Juni 1971), Glockengießer in Heidelberg

  2. August Heinrich Friedrich Schilling (* 20. August 1886 in Apolda; † 15. April 1928 ebenda), ab 1911 Inhaber mit Otto Wolfgang
  3. Franz August Schilling (* 2. Februar 1897 in Apolda; † 10. Oktober 1977 ebenda), ab 1927 Inhaber mit Otto Wolfgang und August Heinrich
    1. Franz Peter Schilling (* 13. Februar 1930 in Jena; † 9. September 2001 in Apolda), 1972–1976 Direktor des VEB, danach freischaffend zusammen mit Ehefrau Margarete Schilling

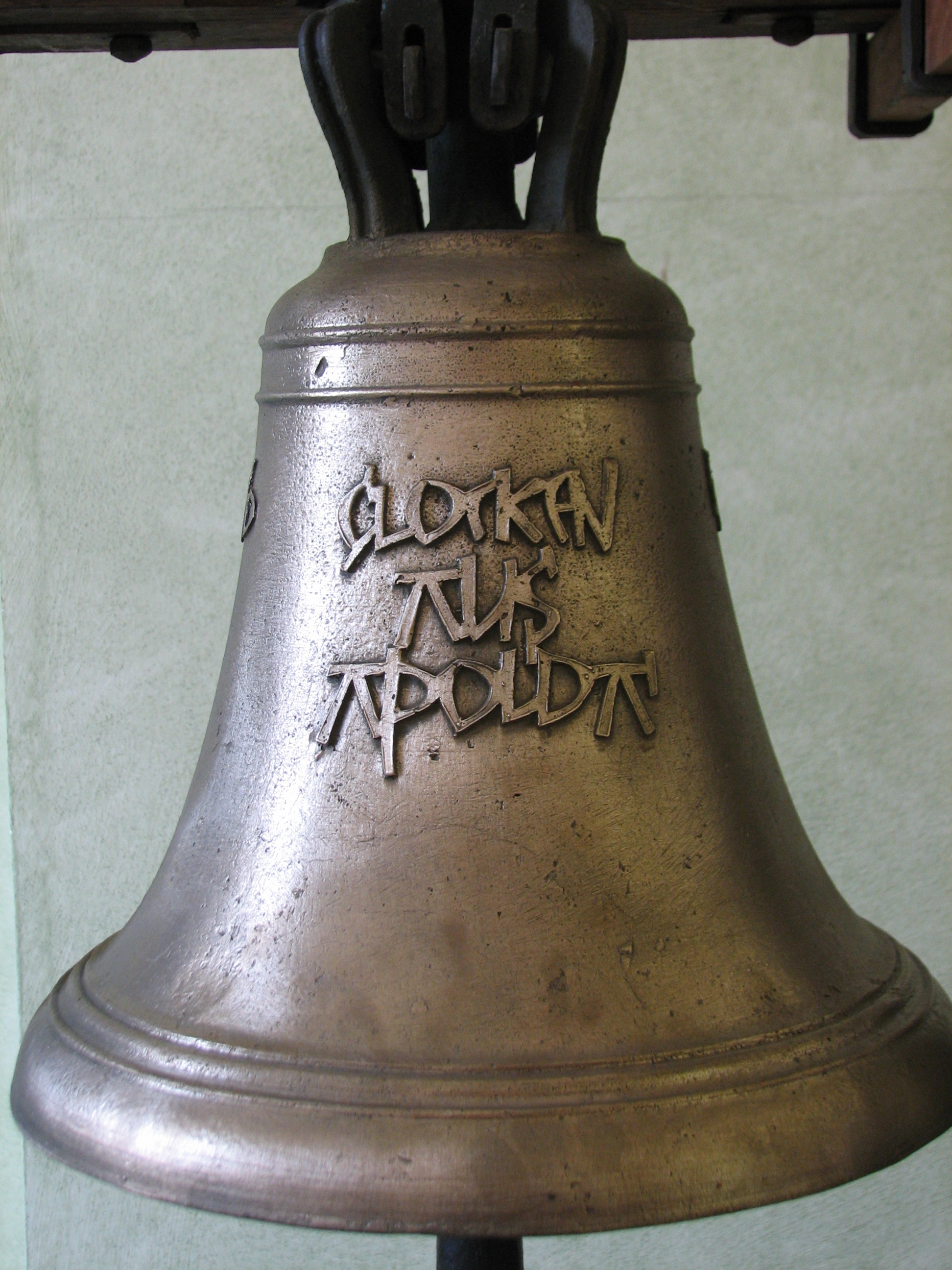
Jubiläums-Glocke von 1976 mit der Aufschrift Glocken aus Apolda im Rathaus von Apolda: Anlass zum Guss war das Jubiläum 150 Jahre Glockengießerei Ulrich und Schilling (seit 1826) – die rückseitige Jahreszahl 1722 verweist auf Apoldas ersten Glockengießermeister Johann Christoph Rose. Gegossen von Peter Schilling, gestaltet von Horst Jährling.

Siehe dazu auch:
- Schilling-Glocken ab 3000 kg

## Geläute und Glockenspiele aus Apolda (Auswahl)
| Jahr        | Ort                                                                               | für welches Objekt                                                               | was                                                                          | Gießer, Bemerkungen, ggf. Bild |
| ----------- | --------------------------------------------------------------------------------- | -------------------------------------------------------------------------------- | ---------------------------------------------------------------------------- | --- |
| 1722        | Apolda                                                                            | Lutherkirche                                                                     | eine Glocke (e1)                                                             | Johann Christoph Rose, älteste Glocke aus Apolda |
| 1729        | Neustedt (Bad Sulza)                                                              | Kirche                                                                           | eine Glocke (e1)                                                             | Johann Christoph Rose |
| 1731        | Gebstedt                                                                          | St. Johannis                                                                     | eine Glocke (g1)                                                             | Johann Christoph Rose |
| 1742        | Hermstedt                                                                         | St. Wigbertus                                                                    | eine Glocke (c2)                                                             | Johann Christoph Rose |
| 1755        | Söllnitz                                                                          | Dorfkirche Söllnitz                                                              | eine Glocke (e2)                                                             | Martin Rose |
| 1758        | Sulzbach (Apolda)                                                                 | Denkmal                                                                          | eine Glocke (f2)                                                             | Johann Georg Ulrich |
| 1760        | Meckfeld (Blankenhain)                                                            | Martinskirche                                                                    | eine Glocke (cis2)                                                           | Johann Georg Ulrich |
| 1764        | Heichelheim                                                                       | St. Bonifatius                                                                   | eine Glocke (cis2)                                                           | Johann Georg und Johann Gottfried Ulrich |
| 1767        | Großschwabhausen                                                                  | St. Margareta                                                                    | eine Glocke (g1)                                                             | Johann Georg und Johann Gottfried Ulrich |
| 1773        | Nirmsdorf                                                                         | Dorfkirche                                                                       | eine Glocke (h1)                                                             | Johann Georg und Johann Gottfried Ulrich |
| 1776        | Utenbach (Apolda)                                                                 | St. Hilarius                                                                     | eine Glocke (b1) od. (ais1)                                                  | Gebrüder Johann Georg und Johann Gottfried Ulrich |
| 1776        | Weiden (Am Ettersberg)                                                            | St. Cyriakus                                                                     | eine Glocke (fis 2) od. (gis2)                                               | Gebrüder Johann Georg und Johann Gottfried Ulrich |
| 1791        | Pfiffelbach                                                                       | Dorfkirche Pfiffelbach                                                           | eine Glocke (f1)                                                             | Gebrüder Ulrich |
| 1793        | Rittersdorf (Thüringen)                                                           | St. Georg                                                                        | eine Glocke (es2)                                                            | Gebrüder Ulrich |
| 1827        | Großkromsdorf                                                                     | Glockenhaus auf dem Schlossvorplatz                                              | eine Glocke (d2)                                                             | Carl Friedrich Ulrich |
| 1841        | Frankendorf                                                                       | Dorfkirche                                                                       | eine Glocke (fis2)                                                           | Carl Friedrich Ulrich |
| 1847        | Denstedt                                                                          | Dorfkirche Denstedt                                                              | eine Glocke (cis2)                                                           | Carl Friedrich Ulrich |
| 1850        | Buchfart                                                                          | Zu unseren lieben Frauen                                                         | eine Glocke (c2)                                                             | Carl Friedrich Ulrich |
| 1851        | Ramsla                                                                            | St. Johannes Baptista                                                            | eine Glocke (es2<)                                                           | Carl Friedrich Ulrich |
| 1852        | Mechelroda                                                                        | Dorfkirche Mechelroda                                                            | eine Glocke (fis2)                                                           | Carl Friedrich Ulrich |
| 1864        | Gelmeroda (Weimar)                                                                | Dorfkirche Gelmeroda Autobahnkirche                                              | eine Glocke (cis2)                                                           | Carl Friedrich Ulrich |
| 1870        | Apolda                                                                            | Lutherkirche                                                                     | eine Glocke (gis1)                                                           | C. F. Ulrich |
| 1874        | Leopoldshall (damals eigenständig, seit 1. April 1946 nach Staßfurt eingemeindet) | Kirche St. Johannis (Leopoldshall)                                               | drei Glocken                                                                 | Carl Friedrich Ulrich |
| 1877        | Rödigsdorf (Apolda)                                                               | Dorfkirche                                                                       | eine Glocke (b2)                                                             | Carl Friedrich Ulrich / Gießer: Franz Schilling |
| 1877        | Vollersroda                                                                       | Dorfkirche Vollersroda                                                           | eine Glocke (es2)                                                            | Carl Friedrich Ulrich / Gießer: Franz Schilling |
| 1881        | Schoppendorf                                                                      | St. Martin                                                                       | eine Glocke (e2)                                                             | Carl Friedrich Ulrich / Gießer: Franz Schilling - Concordia |
| 1884        | Kötschau                                                                          | Dorfkirche Kötschau                                                              | eine Glocke (es2)                                                            | Carl Friedrich Ulrich / Gießer: Franz Schilling |
| 1886        | Gaberndorf (Weimar)                                                               | St. Albanus                                                                      | eine Glocke (d2)                                                             | Carl Friedrich Ulrich Nr. 1709 / Gießer: Franz Schilling |
| 1887        | Altdörnfeld                                                                       | Dorfkirche Altdörnfeld                                                           | eine Glocke (h1 od. c2)                                                      | Carl Friedrich Ulrich Nr. 1773 / Gießer: Franz Schilling |
| 1887        | Liebstedt                                                                         | Dorfkirche Liebstedt St. Laurentius                                              | eine Glocke (cis2)                                                           | Carl Friedrich Ulrich Nr. 526 / Gießer: Franz Schilling |
| 1889        | Haindorf                                                                          | Kirche                                                                           | eine Glocke (c2)                                                             | Carl Friedrich Ulrich Nr. 694 od. 1971 / Gießer: Franz Schilling |
| 1891        | Weimar                                                                            | Herz-Jesu-Kirche                                                                 | drei Glocken mit dis1 – fis1 – h1                                            | Gebr. Ulrich / Gießer: Heinrich Ulrich; 1910 in den Turm gehoben |
| 1892        | Berlin                                                                            | St. Mauritius                                                                    | drei Glocken aus Bronze                                                      | Franz Schilling |
| 1894        | Berlin                                                                            | Kaiser-Wilhelm-Gedächtniskirche                                                  | Glocken                                                                      | Franz Schilling |
| 1899        | Dresden                                                                           | Kreuzkirche                                                                      | fünf Glocken (e0–g0–ais0–h0–d1)                                              | (Das Bild zeigt die Glocke 2 – g0 aus der Dresdner Kreuzkirche.) Franz Schilling |
| 1901        | Dar es Salaam                                                                     | Azania Front Lutheran Church                                                     | drei Glocken                                                                 | Franz Schilling |
| 1904        | Groß Nossin (Pommern)                                                             |                                                                                  | eine Glocke aus Bronze (des1, ⌀ 700 mm)                                      | Schilling |
| 1904        | Lupow (Pommern)                                                                   |                                                                                  | drei Glocken aus Stahl (as0, ⌀ 1230 mm, c1, ⌀ 960 mm, es1, ⌀ 810 mm)         | Schilling & Lattermann |
| 1907        | Krautheim                                                                         | St. Georg                                                                        | eine Glocke (h1)                                                             | Franz Schilling |
| 1909        | Hamburg                                                                           | Michaeliskirche                                                                  | Gemeindeältestenglocke und Kirchenvorsteherglocke                            | Schilling Söhne |
| 1909        | Nürnberg                                                                          | Friedenskirche                                                                   | Friedensglocke (fis0, ⌀ 2343 mm, 8.330 kg)                                   | Franz Schilling |
| 1909        | Sageritz (Pommern)                                                                |                                                                                  | eine Glocke aus Bronze (⌀ 750 mm)                                            | F. Schilling |
| 1909        | Tanunda                                                                           | Tabor Lutheran Church                                                            | drei Glocken                                                                 | Franz Schilling |
| 1910        | Gestorf                                                                           | Uhrwerk                                                                          |                                                                              | Die hier abgestellte Glocke diente bis zu ihrer Ersetzung im Jahr 2012 als Uhrschlagglocke des Kirchturms. |
| 1910        | Windhoek                                                                          | Christuskirche                                                                   | drei Glocken                                                                 | Franz Schilling |
| 1910        | Jerusalem                                                                         | Himmelfahrtkirche                                                                | fünf Glocken                                                                 | Franz Schilling |
| 1914        | Lusowo, damals Ostpreußen                                                         | Dorfkirche?                                                                      |                                                                              | |
| 1914        | Schmölln (Thüringen)                                                              | Kirche St. Maria immaculata                                                      | drei Glocken aus Bronze (e1-g1-h1)                                           | Heinrich Karl Ulrich |
| 1915        | Hetschburg                                                                        | St. Martin                                                                       | ein Glocke (g2)                                                              | Franz Schilling Söhne |
| 1915        | Rom                                                                               | Christuskirche                                                                   | drei Glocken                                                                 | Franz Schilling |
| 1919        | Apolda                                                                            | St. Bonifatius                                                                   | ein Glocke (a1)                                                              | Franz Schilling Söhne |
| 1919        | München                                                                           | Lukaskirche                                                                      | eine Glocke (a1)                                                             | |
| 1919        | Pfiffelbach                                                                       | Dorfkirche                                                                       | zwei Glocken (a1) und (c2)                                                   | Franz Schilling Söhne Nr. 6859 und Nr. 6860 |
| 1919        | Satow (Mecklenburg)                                                               | Dorfkirche                                                                       | eine Glocke                                                                  | Franz Schilling |
| 1920        | Zirchow (Pommern)                                                                 | Dorfkirche                                                                       | drei Glocken aus Stahl (a0, ⌀ 1100 mm, cis1, ⌀ 900 mm, e1, ⌀ 770 mm)         | Ulrich & Weule |
| 1921        | Abtsbessingen                                                                     | St. Crucis                                                                       | drei Glocken aus Eisenhartguss                                               | Ulrich & Weule |
| 1921        | Barntrup                                                                          | Evangelische Kirche Barntrup                                                     | Stahlglocke                                                                  | Ulrich & Weule |
| 1921        | Greußenheim                                                                       | St. Bartholomäuskirche                                                           | vier Stahlglocken, es-f-g-b                                                  | Ulrich & Weule |
| 1921        | Mellingen                                                                         | St. Georg                                                                        | zwei Glocken (f1) und (c2)                                                   | Franz Schilling Söhne |
| 1922        | Neusalza-Spremberg                                                                | Dreifaltigkeitskirche Neusalza, ehemalige Exulantenkirche                        | drei bronzene Glocken (1094 kg? Ton: e1; 532 kg, Ton: gis1; 508 kg, Ton: h1) | Franz Schilling & Söhne Die beiden großen Glocken wurden zu Beginn des Zweiten Weltkrieges 1939 eingeschmolzen, nur die kleine Glocke verblieb der Kirche.                                                       |
| 1923        | Köln                                                                              | Dom                                                                              | Petersglocke (c0, ⌀ 3220 mm, 24.000 kg)                                      | K. Richard Heinrich Ulrich; größte Glocke aus Apolda |
| 1923        | Allenstein                                                                        | Evangelische Christus-Erlöser-Kirche                                             | drei Glocken                                                                 | Ulrich & Weule |
| 1923        | Solingen-Ohligs                                                                   | St. Joseph                                                                       | vier Glocken aus Eisenguss, cis-e-fis-gis                                    | Ulrich & Weule |
| 1924        | Berlin                                                                            | St. Mauritius                                                                    | zwei Glocken aus Stahl                                                       | |
| 1924        | Borkum                                                                            | Reformierte Kirche                                                               | drei Glocken aus Eisenhartguss                                               | |
| 1924        | Hamburg                                                                           | Michaeliskirche (Michel)                                                         | Bürgerglocke, Schifffahrtsglocke und Pastorenglocke                          | Franz Schilling Söhne |
| 1925        | Heichelheim                                                                       | St. Bonifatius                                                                   | eine Glocke (fis2)                                                           | Gebr. Ulrich / Heinrich Ulrich GmbH |
| 1925        | Kleinschwabhausen                                                                 | Dorfkirche Kleinschwabhausen                                                     | eine Glocke (d2)                                                             | Franz Schilling Söhne Nr. 8740 |
| 1925        | Leipzig                                                                           | Nikolaikirche                                                                    | zwei Glocken (h0 und e1)                                                     | Otto Schilling / h0-Glocke Dez. 1941 beschlagnahmt, e1-Glocke 2019 abgehängt und eingelagert. |
| 1925        | Ottmannshausen                                                                    | Dorfkirche Ottmannshausen                                                        | eine Glocke (ais1)                                                           | Franz Schilling Söhne Nr. 5952 |
| 1925        | Pfuhlsborn                                                                        | Kirche                                                                           | eine Glocke (d2)                                                             | Franz Schilling Söhne Nr. 9430 |
| 1926        | Gutendorf                                                                         | St. Severin                                                                      | eine Glocke (e2)                                                             | Franz Schilling Söhne |
| 1926        | Kösnitz                                                                           | Kirche                                                                           | eine Glocke (es2)                                                            | Franz Schilling Söhne |
| 1926        | Wersdorf                                                                          | St. Nikolaus                                                                     | eine Glocke (dis2)                                                           | Franz Schilling Söhne |
| 1926        | Wiegendorf                                                                        | Dorfkirche Wiegendorf                                                            | eine Glocke (f2)                                                             | Franz Schilling Söhne |
| 1927        | Kiliansroda                                                                       | Dorfkirche Kiliansroda                                                           | eine Glocke (f2)                                                             | Franz Schilling Söhne Nr. 10405 |
| 1927        | Konz-Karthaus                                                                     | Evangelische Kirche                                                              | zwei Glocken (g und b)                                                       | als Ersatz für im Ersten Weltkrieg abgegebene Glocken. Im Zweiten Weltkrieg 1942 abgegeben und verschollen |
| 1927        | Krautheim                                                                         | St. Georg                                                                        | eine Glocke (e1)                                                             | Franz Schilling Söhne |
| 1927        | Possendorf (Weimar)                                                               | Dorfkirche Possendorf                                                            | eine Glocke (es2)                                                            | Franz Schilling Söhne |
| 1928        | Bielefeld                                                                         | Jakobuskirche                                                                    | drei Glocken aus Eisenhartguss                                               | Schilling & Lattermann |
| 1928        | Haindorf                                                                          |                                                                                  | eine Glocke (as1)                                                            | Franz Schilling Söhne Nr. 10811 |
| 1928        | Hottelstedt                                                                       | Dorfkirche Hottelstedt St. Jakobus                                               | eine Glocke (ais1)                                                           | Franz Schilling Söhne |
| 1928        | Leipzig                                                                           | Krochhochhaus am Augustusplatz                                                   | die drei Glocken vom Schlagwerk                                              | |
| 1928 (etwa) | Tariverde, Rumänien Dobrudscha,                                                   |                                                                                  | 3 Klangstahlglocken                                                          | |
| 1929        | Kiel                                                                              | St. Nikolai                                                                      | drei Glocken (g°-b°-d¹)                                                      | |
| 1930        | Buenos Aires                                                                      | Palacio Legislativo                                                              | Carillon: 30 Glocken; Geläut: fünf Glocken                                   | Franz Schilling Söhne; größtes Carillon Südamerikas |
| 1930        | Großheringen                                                                      | Dorfkirche Großheringen „Heilige Elisabeth“                                      | eine Glocke (c2)                                                             | Franz Schilling Söhne |
| 1930        | Großobringen                                                                      | St. Peter und Paul                                                               | eine Glocke (e1)                                                             | Franz Schilling Söhne |
| 1930        | Hohenfelden                                                                       | St. Burkhard                                                                     | eine Glocke (d2)                                                             | Franz Schilling Söhne Nr. 11391 |
| 1931        | Umpferstedt                                                                       | Dorfkirche Umpferstedt                                                           | eine Glocke (d2)                                                             | Franz Schilling Söhne Nr. 11924 |
| 1932        | Schwerstedt                                                                       | St. Peter und Paul                                                               | eine Glocke (e2)                                                             | Franz Schilling Söhne Nr. 12217 |
| 1932        | Tromlitz                                                                          | Dorfkirche Tromlitz                                                              | eine Glocke (fis2)                                                           | Franz Schilling Söhne Nr. 12240 |
| 1933        | Hohenfelden                                                                       | Glockenhaus am Anger                                                             | eine Glocke (es2)                                                            | Franz Schilling Söhne |
| 1933        | Döbritschen                                                                       | Dorfkirche Döbritschen                                                           | eine Glocke (d2)                                                             | Franz Schilling Söhne |
| 1933        | Schwabsdorf (Wiegendorf)                                                          | St. Vitus (Schwabsdorf)                                                          | eine Glocke (d1)                                                             | Franz Schilling Söhne Nr. 12387 |
| 1934        | Reisdorf (Bad Sulza)                                                              | Dorfkirche Reisdorf St. Veit                                                     | eine Glocke (cis2)                                                           | Franz Schilling Söhne |
| 1934        | Sonthofen                                                                         | NS-Ordensburg                                                                    | 16 Glocken für ein Glockenspiel                                              | |
| 1935        | Isseroda                                                                          | St. Pankratius                                                                   | eine Glocke (a1)                                                             | Franz Schilling Söhne Nr. 204 |
| 1936        | Krössinsee                                                                        | NS-Ordensburg                                                                    | Glockenspiel                                                                 | |
| 1937        | Lingen (Ems)                                                                      | St.-Josef-Kirche                                                                 | vier Bronzeglocken                                                           | 1942 als Metallspende des deutschen Volkes abgegeben |
| 1939        | Lößnitz                                                                           | St. Johanniskirche                                                               | Carillon mit 23 Glocken                                                      | Franz Schilling Söhne Einziges Carillon mit Welte-Rollenspielautomatik. Die Beschriftung erfolgte mit völkischen und Hitler-Zitaten. Ältestes, original erhaltenes und funktionstüchtiges Carillon Deutschlands. |
| 1946        | Apolda                                                                            | Martinskirche                                                                    | eine Glocke (cis2)                                                           | Franz Schilling Söhne |
| 1948        | Apolda                                                                            | Lutherkirche                                                                     | eine Glocke (cis1)                                                           | Franz Schilling Söhne |
| 1948        | Hottelstedt                                                                       | Dorfkirche Hottelstedt St. Jakobus                                               | eine Glocke (cis2)                                                           | Franz Schilling Söhne Nr. 14102 |
| 1948        | Stobra                                                                            | Dorfkirche                                                                       | eine Glocke (c2)                                                             | Franz Schilling Söhne Nr. 14129 |
| 1950        | Apolda                                                                            | Lutherkirche                                                                     | eine Glocke (cis2 od. des2)                                                  | Franz Schilling Söhne Nr. 6242 |
| 1950        | Bad Sulza                                                                         | St. Mauritius                                                                    | eine Glocke (cis2)                                                           | Franz Schilling Söhne |
| 1951        | Ramsla                                                                            | St. Johannes Baptista                                                            | eine Glocke (c2)                                                             | Franz Schilling Söhne |
| 1951        | Wickerstedt                                                                       | St. Vitus                                                                        | eine Glocke (h1)                                                             | Franz Schilling Söhne |
| 1955        | Apolda                                                                            | Carolinenheim                                                                    | eine Glocke (h2)                                                             | Franz Schilling Söhne |
| 1955        | Ramsla                                                                            | St. Johannes Baptista                                                            | eine Glocke (d2)                                                             | Franz Schilling Söhne |
| 1956        | Buchenwald bei Weimar                                                             | Gedenkstätte                                                                     | Buchenwald-Glocke (f0)                                                       | im Glockenturm |
| 1958        | Oberweimar                                                                        | St. Peter und Paul                                                               | eine Glocke (cis2)                                                           | Franz Schilling Söhne Nr. 2757 |
| 1960        | Lutherstadt Wittenberg                                                            | Schlosskirche                                                                    | drei Glocken (h0–d1–e1)                                                      | Franz Schilling Söhne, Nachguss wegen vorheriger Kriegsvernichtung |
| 1961        | Erfurt                                                                            | Dom                                                                              | drei Glocken (a0–c1–d1)                                                      | Franz Schilling Söhne |
| 1961        | Nordhausen                                                                        | Nordhäuser Dom                                                                   | zwei Glocken (Mathildenglocke e1 / Maria-und-Nothelfer-Glocke gis1)          | Franz Schilling Söhne |
| 1962        | Weimar                                                                            | Kreuzkirche                                                                      | fünf Glocken (a1-h1-c2 od. cis2-d2-e2)                                       | Franz Schilling Söhne |
| 1963        | Halle (Saale)                                                                     | Propsteikirche                                                                   | drei Glocken (cis1-e1-a1)                                                    | ca. 3800 kg, Neuguss wegen vorheriger Kriegsvernichtung |
| 1963        | Halle (Saale)                                                                     | St. Georgen                                                                      | eine Glocke (cis1)                                                           | Franz Schilling Söhne, Francke-Gedächtnisglocke, Neuguss wegen vorheriger Kriegsvernichtung |
| 1963        | Herressen (Apolda)                                                                | Dorfkirche                                                                       | eine Glocke (h1)                                                             | Franz Schilling Söhne |
| 1964        | Colbitz                                                                           | St. Nikolaus von der Flüe                                                        | zwei Glocken aus Bronze                                                      | |
| 1964        | Großobringen                                                                      | St. Peter und Paul                                                               | eine Glocke (h1)                                                             | Franz Schilling Söhne |
| 1964        | Leipzig                                                                           | Nikolaikirche                                                                    | zwei Glocken d′, 1.245 kg und h°, 2.275 kg                                   | |
| 1964        | Umpferstedt                                                                       | Dorfkirche Umpferstedt                                                           | eine Glocke (d2)                                                             | Franz Schilling Söhne |
| 1964        | Weimar                                                                            | Jakobskirche                                                                     | zwei Glocken (fis1 od. f1) - (h1 od. b1)                                     | Franz Schilling Söhne |
| 1964        | Tröbsdorf (Weimar)                                                                | Dorfkirche Tröbsdorf St. Marien                                                  | zwei Glocken (b1) & (d2)                                                     | Franz Schilling Söhne |
| 1965        | Oberndorf (Apolda)                                                                | St. Anna                                                                         | eine Glocke (g1)                                                             | Franz Schilling Söhne |
| 1965        | Schöndorf (Weimar)                                                                | St. Stephanus                                                                    | vier Glocken (a1-cis2-e2-fis2)                                               | Franz Schilling Söhne |
| 1966        | Großlohma                                                                         | Dorfkirche Großlohma                                                             | eine Glocke (c2) / geplant war (cis2)                                        | Franz Schilling Söhne |
| 1966        | Tonndorf                                                                          | St. Peter und Paul                                                               | zwei Glocken (a1) & (h1)                                                     | Franz Schilling Söhne |
| 1968        | Großromstedt                                                                      | St. Michael                                                                      | eine Glocke (c2)                                                             | Franz Schilling Söhne |
| 1968        | Hohenfelden                                                                       | St. Burkhard                                                                     | zwei Glocken (a1) & (c2)                                                     | Franz Schilling Söhne |
| 1969        | Dresden                                                                           | Loschwitzer Kirche                                                               | drei Glocken (e1–g1–a1)                                                      | Franz Schilling Söhne |
| 1973        | Dresden                                                                           | Dreikönigskirche                                                                 | drei Glocken (as0–c1–es1)                                                    | Franz-Peter Schilling |
| 1974        | Magdeburg                                                                         | Rathaus Magdeburg                                                                | Carillon mit 47 Glocken                                                      | Franz-Peter Schilling |
| 1974/75     | Löcknitz                                                                          | Kirche                                                                           | drei Glocken                                                                 | Franz-Peter Schilling |
| 1977        | Kessin                                                                            | St. Godehard (Kessin)                                                            | eine Glocke                                                                  | Franz-Peter Schilling |
| 1977        | Magdeburg                                                                         | Klosterkirche St. Marien                                                         | 10 Glocken                                                                   | Franz-Peter Schilling |
| 1978        | Neusalza-Spremberg                                                                | Dreifaltigkeitskirche Neusalza                                                   | zwei Glocken (g1) & (c2)                                                     | Das Geläut [aus diesen beiden Glocken und einer dritten, 1965 aus der Kirchgemeinde Gauernitz erworbenen Glocke) ist noch heute in Gebrauch.                                                                     |
| 1979        | Erfurt                                                                            | Bartholomäusturm                                                                 | Carillon mit 60 Glocken                                                      | Franz-Peter Schilling |
| 1987        | Berlin                                                                            | Französischer Dom                                                                | Carillon mit 60 Glocken                                                      | Franz-Peter Schilling |
| 1989        | Apolda                                                                            | Stadthaus GlockenStadtMuseum Lutherkirche Glockenbrunnen Nauendorf (Glockenhaus) | Carillon mit über 40 Glocken                                                 | Franz-Peter Schilling (aufgeteilt) |

Anmerkung: Die Aufstellung erhebt keinen Anspruch auf Vollständigkeit. Vor allem der Bereich der Eisenhartgussglocken von Schilling & Lattermann bzw. Ulrich & Weule wird nur mit wenigen Instrumenten angerissen. – Die Aufstellung zeigt jedoch ganz klar, dass während der beiden Weltkriege kaum Glocken entstanden, da diese auf staatliche Weisung hin abgehangen werden mussten, um zu Kanonen umgegossen zu werden. 

## Ehrung
Zum Andenken an und als Dank für den letzten Glockengießermeister Franz Peter Schilling (1930–2001) – sowie damit ebenso für die viele Generationen umfassende Schillingsche Glockengießer-Tradition und deren Verdienste für die Stadt – gibt es in Apolda die Peter-Schilling-Straße.

## Varia
Glocken und Bier aus Apolda

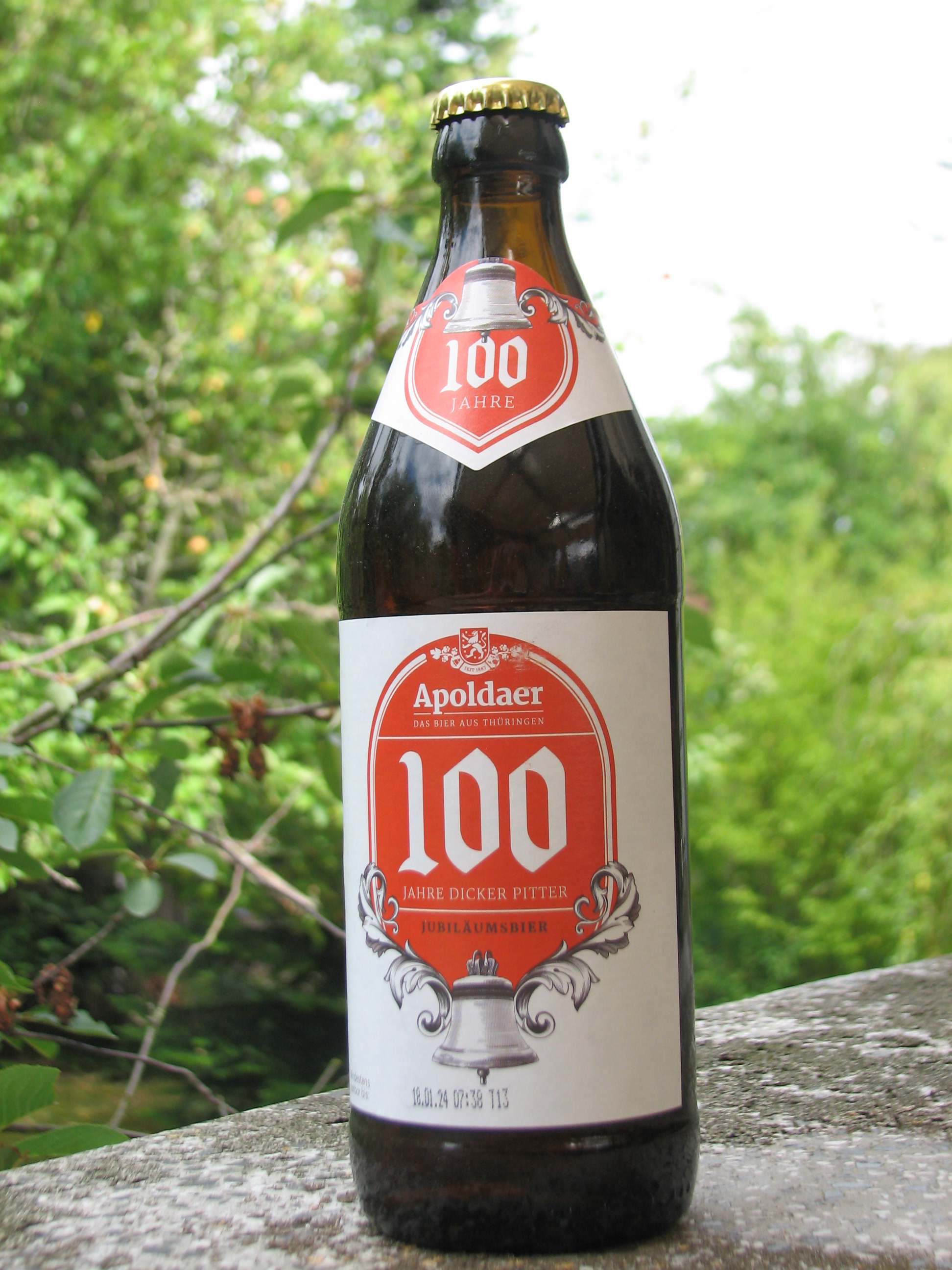
Jubiläums-Bier „100 Jahre Dicker Pitter“, Vereinsbrauerei Apolda, Mai 2023

Seit Jahrzehnten verknüpft die Vereinsbrauerei Apolda zwei ihrer Biersorten mit dem Image des bekanntesten Markenzeichens der Kleinstadt: Das Apoldaer Glocken-Hell und das Apoldaer Glocken-Pils sind weit über die Region bekannt und verankert. Auch finden sich immer wieder Glocken sowohl auf historischen als auch auf aktuellen Bier-Etiketten.
Glocken auf Briefmarken

Glocken aus Apolda sind auf Briefmarken aus aller Welt zu sehen. (vgl. Ausstellung 2019 im Gelben Salon des GlockenStadtMuseums der Stadt Apolda)